# Zilveren maan

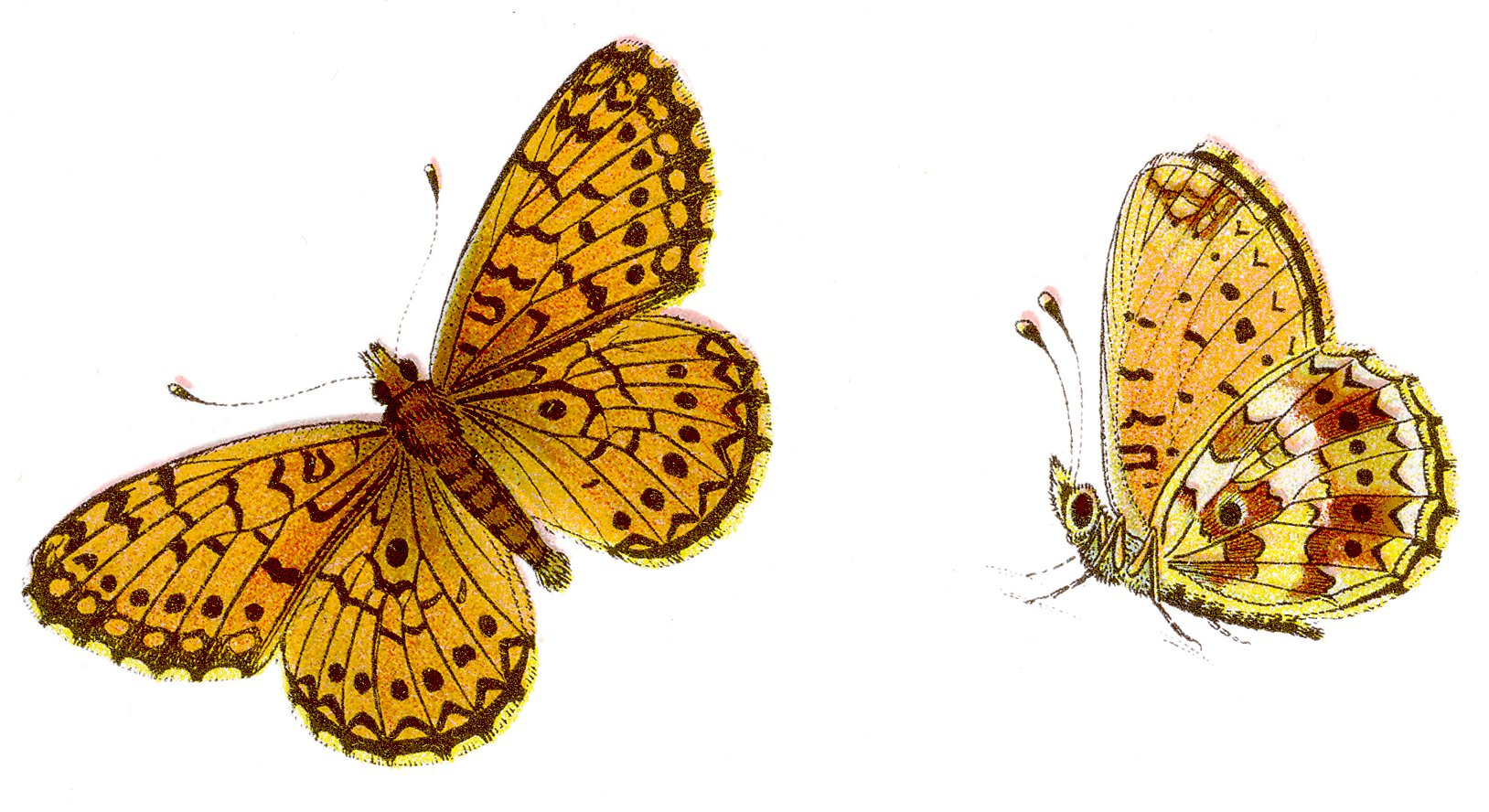
Tekening door Jacob Hübner (1761-1826)

De zilveren maan (Boloria selene, vroeger geplaatst in het geslacht Clossiana, dat nu als ondergeslacht wordt gezien) is een dagvlinder uit de familie Nymphalidae (vossen, parelmoervlinders en weerschijnvlinders).

## Kenmerken
Parelmoervlinders zijn niet gemakkelijk van elkaar te onderscheiden, en de zilveren maan lijkt dan ook vrij veel op de zilvervlek, de paarse parelmoervlinder en de veenbesparelmoervlinder. Een van de kenmerken is de grote zwarte vlek op de onderzijde van de achtervleugel bij de wortelbasis, die groter is dan die van de zilvervlek. Hij heeft een spanwijdte van 28 tot 38 millimeter.

## Verspreiding en leefgebied
De vlinder komt oorspronkelijk voor in vrijwel geheel Europa tot in Azië en ook in Noord-Amerika in koele en vochtige gebieden.

## Voorkomen in Nederland en België
De zilveren maan is zeldzaam geworden in Nederland en België. Hij staat op de Nederlandse, Vlaamse, Waalse en Belgische rode lijsten. Op vliegplaatsen in Noord-Nederland haalt hij wel heel grote dichtheden. In Vlaanderen is hij vermoedelijk uitgestorven. Als voornaamste oorzaak van de sterke achteruitgang wordt verdroging gezien. Op Europese schaal wordt hij echter niet bedreigd. De vliegtijd is van mei tot en met september.

## Waardplanten
De waardplanten van de zilveren maan zijn moerasviooltje, hondsviooltje en duinviooltje.
De zilveren maan overwintert als halfvolgroeide rups in de strooisellaag, in april worden de rupsen weer actief en verpoppen hangend in de vegetatie.